# Aikmel District
Aikmel District (indonesiska: Kecamatan Aikmel) är ett distrikt i Indonesien.   Det ligger i kabupatenet Kabupaten Lombok Timur och provinsen Nusa Tenggara Barat, i den sydvästra delen av landet, 1 100 km öster om huvudstaden Jakarta. Aikmel District ligger på ön Lombok Island.